# 北海道林木育種場旧庁舎
北海道林木育種場旧庁舎（ほっかいどうりんぼくいくしゅじょうきゅうちょうしゃ）とは、北海道江別市文京台緑町に所在する建築物であり、登録有形文化財である。北海道庁林業試験場として建設される。1階を煉瓦組積造、2階をハーフティンバー風木造とし、外装モルタル洗出とする。小屋組はクイーンポストトラス風。市の高台に位置し、地域のランドマークとして親しまれている。
1927年（昭和2年）に場所に建設され、1996年（平成8年）まで林木育種センター 北海道育種場庁舎として使用されていた。2001年（平成13年）に日本国の登録有形文化財に登録。
2020年（令和2年）に保存・活用事業者の公募を行い、株式会社珈房サッポロ珈琲館が活用することとなった。2021年（令和3年）4月から外壁や内装などの改修工事を行い、2022年（令和4年）4月に同社の本社事務所が移転、5月11日に直営のカフェがオープンした。

## 外観
外観は、大正・昭和初期に流行したハーフティンバー様式を基調とした洋風庁舎建築である。内部は、林業試験場庁舎として建築されたことから、木製ドア・腰壁・木製窓枠などに加え、天井・壁・階段手すりなどが見られる。1935年（昭和10年）頃の戦時体制により、建築資材の質が低下する前の建物であり、当時の社会情勢を感じることができる貴重なものと言われている。

## 歴史
1927年（昭和2年）11月に、内務省林業試験場北海道支場庁舎として、工事費約13万5千円をかけ8か月間で建築され、北方林業研究の中心的な役割を担った。1936年（昭和11年）10月の北海道陸軍特別大演習時に、昭和天皇が林業試験場を訪れ、庁舎の2階に設置された御座所で、石原供三場長の上奏を受けた後、秩父宮・三笠宮とともに、試験林を散策した。また、この時期に近代試験場として人員や施設が整備され、研究分野も森林土壌や人工造林、林産製造など充実していった。
戦後組織改正により、1947年（昭和22年）に農林省林業試験場札幌支場となったが、1953年（昭和28年）に札幌市に移転した。敷地内に同年設けられた野幌試験地は、トドマツやエゾマツなどの人工林の研究が行われたが、1972年（昭和47年）に試験地も廃止された。本庁舎は、1957年（昭和32年）に創設された北海道林木育種場の庁舎となり、優良品種の開発、樹木遺伝子研究技術を用いた実験事業などは、隣接地に移転した現在も行われている。1996年（平成8年）に北海道育種場の移転により、庁舎としての利用を終えた。
2001年（平成13年）には、歴史的価値が高い建物として、国の登録有形文化財に登録され、2002年（平成14年）に、江別市が「長年市民に親しまれた後世に残すべき歴史的建築物」として、国から購入し、2020年（令和2年）に保存・活用事業者の公募を行い、4事業者が応募した。選定委員会の選考を経て、株式会社珈房サッポロ珈琲館が保存・活用事業者に決定し、2021年（令和3年）に外壁や内装などの改修工事を行い、2022年（令和4年）4月に同社の本社事務所が移転、5月11日に直営のカフェがオープンした。

### 沿革
（この節の出典：）
- 1908年（明治41年）06月：札幌郡江別村字志文別（現西野幌）に「内務省所管林業試験場」創設。
- 1927年（昭和02年）11月：「内務省林業試験場北海道支場」が江別村字志文別から現在地（文京台緑町）に移転。
- 1933年（昭和08年）01月：「内務省北海道林業試験場」に名称変更。
- 1936年（昭和11年）10月：陸軍特別大演習のため、野幌原始林内大沢に昭和天皇の行在所が置かれ、秩父宮・三笠宮と共に林業試験場に行幸。
- 1947年（昭和22年）05月：林政統一により、帝室林野局の森林試験場と統合され、「農林省林業試験場札幌支場」に名称変更。
- 1951年（昭和26年）07月：札幌に支場がおかれ、「農林省林業試験場野幌分室」に名称変更。
- 1953年（昭和28年）10月：札幌支場に野幌の研究施設が移転し、全試験設備が統合。「林業試験場北海道支場野幌試験地」設置。
- 1957年（昭和32年）04月：「林野庁北海道林木育種場」の庁舎となる。
- 1969年（昭和44年）10月：野幌国有林の大部分が道立公園及び林野庁の自然休養林に指定。
- 1972年（昭和47年）05月：「林業試験場北海道支場野幌試験地」を廃止。
- 1991年（平成03年）10月：組織再編により、「林木育種センター 北海道育種場」となる。
- 1996年（平成08年）03月：「林木育種センター 北海道育種場」の新庁舎完成に伴い、庁舎としての利用を終える。
- 2001年（平成13年）08月：文化庁・登録有形文化財として登録告示。
- 2002年（平成14年）01月：国から土地・建物を購入。
- 2021年（令和03年）09月：株式会社珈房サッポロ珈琲館による使用開始。